# Campionati canadesi di sci alpino 2024
I Campionati canadesi di sci alpino 2024 si sono svolti a Red Mountain il 19 e il 20 marzo; sono stati assegnati i titoli di slalom gigante e slalom speciale, sia maschili sia femminili. 
Trattandosi di competizioni valide anche ai fini del punteggio FIS, vi hanno potuto partecipare anche sciatori di altre federazioni, senza che questo consentisse loro di concorrere al titolo nazionale canadese. 

## Risultati

### Uomini

#### Slalom gigante
| Pos. | Atleta               | Nazione     | Tempo   |
| ---- | -------------------- | ----------- | ------- |
| 1    | Jamie Casselman      | Canada      | 1:57,03 |
| 2    | Jesse Kertesz-Knight | Canada      | 1:57,82 |
| 3    | Kyle Blandford       | Canada      | 1:57,99 |
| 4    | Nicholas Unkovskoy   | Stati Uniti | 1:58,32 |
| 5    | Mackenzie Wood       | Canada      | 1:59,20 |
| 6    | Dylan Timm           | Canada      | 1:59,27 |
| 7    | Jan Ronner           | Austria     | 1:59,35 |
| 8    | Milan Novak          | Canada      | 1:59,38 |
| 9    | Cooper Iacobelli     | Stati Uniti | 1:59,41 |
| 10   | Aleksas Valadka      | Canada      | 1:59,53 |

Data: 20 marzo

#### Slalom speciale
| Pos. | Atleta                 | Nazione     | Tempo   |
| ---- | ---------------------- | ----------- | ------- |
| 1    | Jesse Kertesz-Knight   | Canada      | 1:50,33 |
| 2    | Jan Ronner             | Austria     | 1:52.50 |
| 3    | Caleb Brooks           | Canada      | 1:52,87 |
| 4    | Charles-Antoine Goulet | Canada      | 1:53,32 |
| 5    | William Steed          | Canada      | 1:53,61 |
| 6    | Dylan Stevens          | Canada      | 1:53,65 |
| 7    | Vincent Larin          | Canada      | 1:54,94 |
| 8    | Hunter Eid             | Stati Uniti | 1:54,97 |
| 9    | Gered Thompson         | Canada      | 1:55,72 |
| 10   | Colin Kress            | Canada      | 1:55,92 |

Data: 19 marzo

### Donne

#### Slalom gigante
| Pos. | Atleta              | Nazione | Tempo   |
| ---- | ------------------- | ------- | ------- |
| 1    | Cassidy Gray        | Canada  | 2:04,24 |
| 2    | Sarah Bennett       | Canada  | 2:05,08 |
| 3    | Ashleigh Alexander  | Canada  | 2:08,21 |
| 4    | Elisabeth Creighton | Canada  | 2:08,28 |
| 5    | Lily Sewell         | Canada  | 2:08,40 |
| 6    | Gabby Giesbrecht    | Canada  | 2:09,56 |
| 7    | Gabby Wall          | Canada  | 2:10,72 |
| 8    | Elli Clark          | Canada  | 2:10,79 |
| 9    | Elsa Feliciello     | Canada  | 2:10,91 |
| 10   | Hannah Jensen       | Canada  | 2:11,22 |

Data: 19 marzo

#### Slalom speciale
| Pos. | Atleta                | Nazione   | Tempo   |
| ---- | --------------------- | --------- | ------- |
| 1    | Elisabeth Creighton   | Canada    | 1:51,28 |
| 2    | Elsa Feliciello       | Canada    | 1:52,91 |
| 3    | Kendra Giesbrecht     | Canada    | 1:53,16 |
| 4    | Carmen Sofie Nielssen | Norvegia  | 1:53,53 |
| 5    | Katie Fleckenstein    | Canada    | 1:54,32 |
| 6    | Polly Lang            | Canada    | 1:54,81 |
| 7    | Sammie Gaul           | Australia | 1:54,83 |
| 8    | Ella Bromée           | Svezia    | 1:55,71 |
| 9    | Charlie Houde         | Canada    | 1:57,08 |
| 10   | Ashleigh Alexander    | Canada    | 1:57,72 |

Data: 20 marzo